# Asplenium muellerianum
Asplenium muellerianum är en svartbräkenväxtart som beskrevs av Eduard Rosenstock. Asplenium muellerianum ingår i släktet Asplenium och familjen Aspleniaceae. Inga underarter finns listade.